# Zostérops de Timor
Heleia muelleri
Espèce
Statut de conservation UICN

 NT  : Quasi menacé
Le Zostérops de Timor (Heleia muelleri) est une espèce d'oiseau de la famille des Zosteropidae.

## Répartition
Cet oiseau n'est présent que dans les petites îles de la Sonde orientales et au Timor oriental. Sa préservation est menacée par la destruction de l'habitat.